# Nästjärnen (Ragunda socken, Jämtland)
Nästjärnen är en sjö i Ragunda kommun i Jämtland och ingår i Indalsälvens huvudavrinningsområde.